# Marsaskala FC
El Marsaskala FC es un equipo de Fútbol de Malta que juega en la Liga Nacional Aficionada Maltesa, la tercera categoría nacional.

## Historia
Fue fundado en el año 2010 en el poblado de Marsaskala, ubicado al sureste del país, ganado el premio al juego limpio en su temporada de debut en 2010/11. Dos años después logra el ascenso a la Segunda División de Malta, misma temporada en la que logra avanzar hasta la cuarta ronda de la Copa de Malta.
En las siguientes temporadas estuvo entre la tercera y cuarta categoría nacional, y en los años 2020 mientras era equipo de la Segunda División de Malta logra el ascenso a la Primera División de Malta por primera vez en su historia.